# Zelotes singroboensis
Zelotes singroboensis este o specie de păianjeni din genul Zelotes, familia Gnaphosidae, descrisă de Jézéquel, 1965.
Este endemică în Ivory Coast. Conform Catalogue of Life specia Zelotes singroboensis nu are subspecii cunoscute.